# استوار ساقی
ایوب ساقی، معروف به استوار ساقی، به مدت ده سال (۱۳۵۲–۱۳۴۲) رئیس زندان قزل‌قلعه بود.

## زندگی‌نامه
ساقی متولد شهر اهر بود. او پس از طی تحصیلات مقدماتی در ۱۳۱۳ به استخدام ارتش درآمد و با درجه گروهبان سومی در هنگ شش نادری، جمعی لشکر زرهی مرکز مشغول به خدمت شد. ساقی در ۱۳۳۱ با طی مدارج نظامی به درجه استواریکمی رسید. در کودتای ۲۸ مرداد نقش فعالی ایفا کرد و در تسخیر ساختمان بی‌سیم، فرماندهی یکی از دسته‌ها را عهده‌دار بود. در ۱۳۴۲ با سابقه خدمت بیش از بیست سال در لشکر زرهی مرکز، از ارتش منتقل و به عنوان زندانبان و رئیس زندان قزل‌قلعه منصوب شد. استوار ساقی پس از مدتی کار و فعالیت در ریاست زندان قزل‌قلعه به ملایمت، نرمی و بی‌طرفی در بین زندانیان سیاسی معروف شد. در ۱۳۴۹ چند تن از اعضای گروه فلسطین برای طی دوره چریکی به صورت قاچاق وارد عراق شدند. اعضای گروه پس از اتمام دوره هنگام بازگشت به ایران با تیمور بختیار در بغداد دیدار کردند. تیمور بختیار در دیدار با احمد صبوری، عضو ارشد گروه توصیه می‌کند که استوار ساقی را به فعالیتهای سیاسی جذب و از او در زمینه فعالیتهای مسلحانه استفاده کند. اعضای گروه فلسطین در بازگشت از عراق در مرز توسط ساواک دستگیر و صبوری در مراحل بازجویی صحبتهایی را که تیمور بختیار دربارهٔ ساقی گفته بود اعتراف می‌کند. اعترافات احمد صبوری، لو رفتن کارهای مثبت ساقی نسبت به زندانیان، و نیز درگیریهای او با بازجویان منجر به برکناری وی شد و سرانجام در ۱۳۵۲ ساقی را از ریاست زندان قزل‌قلعه برکنار کردند. مدتی پس از برکناری ساقی، زندان قزل‌قلعه منحل و تخریب شد و کادر نظامی و اداری آن به زندان اوین منتقل شدند. ساقی با انتقال به زندان اوین در رسته اداری به کار پرداخت. در ۱۳۵۳ ساقی با توجه به برکناری از مسئولیت قبلی با درخواست بازنشستگی به کار خود در زندانها پایان داد. ساقی پس از پیروزی انقلاب اسلامی دستگیر و زندانی شد اما عده زیادی از زندانیان سیاسی و در رأس آنها آیت‌الله طالقانی با ارسال نامه‌ای به دادگاه انقلاب و توضیح ملایمت و مدارای ساقی نسبت به زندانیان در زندانهای شاه، باعث تبرئه و آزادی او شدند.طبق گفته مسعود بهنود در هزارداستان ، استوار ساقی مدتی نیز بعد انقلاب در منزل آقای طالقانی زندگی می کرد و کارهای منزل ایشان را انجام می داد .  ساقی چند سال بعد درگذشت.

## اطلاعات بیشتر
- اظهار نظر محمدعلی عمویی در مورد ساقی:[۳] همواره شکرگزار رفتار انسانی استوار ساقی هستم.
- علی بهاری، از اعضای جمعیت فدائیان اسلام، ادعا کرده‌است که، استوار ساقی چشم راست آزموده بود و تیمسارها به اوسلام نظامی می‌دادند و خیلی خرش می‌رفت.[۴]
- هژیر پلاسچی:[۵] وقتی نگارنده پس از ادعای یکی از فعالان ملی ـ مذهبی که می‌گفت ساقی را در یکی از مراسم‌های بزرگداشت داریوش فروهر و پروانه اسکندری دیده‌است با برخی از زندانیان سیاسی رژیم شاه مانند محمدعلی عمویی، عزت‌الله سحابی و طاهر احمدزاده تماس گرفتم تا او را بیابم گرچه ناموفق بودم اما متوجه شدم که هیچ‌یک از آنان وقوع چنین اتفاقی را بر اساس شناختی که از ساقی دارند، بعید نمی‌دانند.
- سید علی خامنه‌ای:[۶] ساقی یک نظامی بلندقامت، درشت اندام، قوی بنیه، چهارشانه، بااراده، مصمم و باشخصیت بود و با زبان فارسی مایل به لهجه ترکی سخن می‌گفت… وی انسانی جوانمرد و بلندهمت بود و زندانیان مقاوم را دوست می‌داشت و به آنان ارج و احترام می‌گذاشت و در مقابل، با زندانیان ضعیف النفس و دون همت و سازشکار، سخت گیر و خشن بود.
- دژ استوار ساقی اصطلاحی بود که زندانیان سیاسی قبل از انقلاب به زندان قزل‌قلعه اطلاق می‌کردند.[۷]
- آیت‌الله طالقانی استوار ساقی را در خانه‌اش پناه داد که دست انقلابی‌های تندرو به او نرسد و همو که روزی زندانبانش بود، در شب‌های اسفند ۵۷، در خانه زندانی سابقش آسوده می‌خوابید.[۸][۹]
- جواد منصوری:[۱۰] او به لهجه غلیظ ترکی صحبت می‌کرد و شهرتی بین کلیه زندانیان و به خصوص زندانیان سیاسی داشت. ساقی ظاهراً آدم ملایم و بی‌طرفی نسبت به زندانیان بود. معمولاً امکانات مناسبی با توجه به شرایط فراهم می‌کرد و مخالف سخت‌گیری‌های شدید و شدت عمل نسبت به زندانیان بود. به طوریکه گاهی به طنز زندان قزل قلعه را «هتل ساقی» در قیاس با جهنم اوین به ریاست «استوار حسینی» می‌گفتند.
- استوار «ساقی» گفته بود:[۱۱] گاو میارن اینجا، چریک می فرستن بیرون!! بابا اینا را بزنید و ول کنید، دیگر نیندازید زندان و چیز یادشون ندید.
- عباس واعظ طبسی:[۱۲] رئیس زندان قزل‌قلعه، سروان آشتیانی بود اما مدیر اجرایی و اداره کننده آن، استوار ساقی بود. عجیب بود، ایشان با هر زندانی‌ای که زیردست بازجو، اعتراف می‌کرد، خیلی خشن بود و برعکس به کسی که مقاومت می‌کرد و حرفی نمی‌زد، احترام می‌گذاشت. آقای ساقی تا من را دید گفت، شما دوباره آمدی؟ گفتم حالا یک سلول خوبی به ما بده! گفت باشد و همین کار را هم کرد.
- اکبر هاشمی رفسنجانی: در یک سلول انفرادی زندان قزل قلعه بودم … آنجا را چند نفر استوار اداره می‌کردند و مدیریت و نگهبانی دست اینها بود. رئیس آنها ساقی بود و سه، چهار نفر دیگر هم بودند. آدم‌های نجیب و خوبی بودند.[۱۳]
- محمد هاشمی رفسنجانی: من هم به منزلاللهیار که در خیابان ۱۷ آذر، روبروی دانشگاه تهران بود، رفتم تا بلکه بواسطه این نامه، اطلاعاتی کسب کنم. آن روز استوار ساقی هم با لباس شخصی (کت و شلوار) آنجا بود. ساقی خودش از علاقمندان و اعضای جبههٔ ملی بود. وقتی مرا آنجا دید جا خورد. فکر نمی‌کرد من با جبهه ملی رفت و آمدی داشته باشم. پیش از این در دستگیری دوم مرا دیده بود و می‌دانست که از تیپ مذهبیون هستم. همان‌جا اللهیار صالح سفارش کرد. ساقی هم اطلاعاتی داد.[۱۴]
- همنشین بهار:[۱] ساقی زندانیان مقاوم را دوست داشت و در مقابل، با زندانیان دون همت و سازشکار، خشن بود. گاه برای تحقیر زندانیانی که زیر شکنجه بلبل زبانی می‌کردند و دوستانشان را لو می‌دادند، با لهجه شیرین ترکی‌اش می‌گفت: «آخه تو که کونش نداشتی چرا چریک شدی؟» یا (چرا کمونیست شدی؟)
- حسین شاه‌حسینی:[۱۵] مسئول زندان قزل‌قلعه از آن تیپ افرادی بود که در حرفة زندانبانی احساس مروت و انسان‌دوستی داشت. ضمن انجام وظیفه با زندانیان مهربان بود، به درد دل آنها گوش می‌کرد و به قدر توان و قدرت خود به آنها نیکی می‌کرد. یک‌بار به علت خرابی حمام زندان و نیازی که به شستن بدنم داشتم، ساقی بدون کسب مجوز از رؤسای مربوطش مرا با مسئولیت خودش از زندان مرخص کرد تا در شهر استحمام کنم و برگردم. نظیر همین کمکها را به دیگر زندانیان نیز می‌کرد. برخورد او با زندانیان بر اساس قانون بود و تا زمانی که زندانی‌ها به مقررات احترام می‌گذاشتند برخورد او محترمانه و نرم بود. در مواردی که زندانی پس از بازگشت از بازجویی شکنجه شده و آسیب دیده بود پیگیر درمان و بهبودی زندانی بود و مراعات حال آنها را می‌کرد. استوار ساقی دربارهٔ رفتار محترمانه مأمورین زندان با خانواده محکومین به ویژه خانمها بسیار سخت گیر بود [۱۶]
- عبدالعلی بازرگان:[۱۷] مهندس مهدی بازرگان همراه سایرمبارزان در زندان «قزل قلعه» اسیر بود، مادرشان به رحمت حق پیوست. راقم این سطور اول وقت صبح روز بعد حامل این خبر به زندان بودم. با این که روز و ساعت ملاقات نبود، استوار ساقی همه کارهِ با ابهت و بسیار جدی زندان، با محبت و مدارا مرا پذیرفت و ملاقات خصوصی یک ساعته‌ای زیر درختان بید در محوطه بیرونی زندان به ما داد و حتی خودش پیش آمد و تسلیتی صادقانه و متواضعانه هم به پدرگفت و با ناباوری، که نمی‌دانم به یاد مادر خودش افتاده بود یا مرگ مادری دور از فرزند او را متأثر کرده بود، در حال تنها گذاشتن ما، با دستمال اشک‌هایش راپاک کرد!